# Erik Guay
Pour les articles homonymes, voir Guay.
Erik Guay, né le 5 août 1981 à Montréal, est un skieur alpin canadien s'illustrant notamment dans les disciplines de vitesse que sont la descente et le super G. Au cours de sa carrière, il a notamment obtenu deux titres de champion du monde. Le premier en descente en 2011 à Garmisch-Partenkirchen et le second en super G en 2017 à Saint-Moritz. Il obtient moins de succès aux Jeux olympiques avec pour meilleur résultat une quatrième place en super G en 2006 à Turin. En Coupe du monde, il est monté à vingt-cinq reprises sur un podium pour cinq victoires et a remporté le globe de cristal de super G en 2010. Depuis 2009, Erik Guay est athlète ambassadeur de Tremblant, une station de ski située dans la région des Laurentides, au Québec.

## Biographie
Le Québécois Erik Guay est né dans une famille de skieurs alpins. Son frère Kristian a fait partie de l'Équipe du Québec puis de l'Équipe nationale du Canada tout comme son petit frère Stefan Guay. Les trois frères ont été membres du Club de ski du Mont Tremblant (QC). Sa mère Elene est monitrice au Mont-Tremblant et son père Conrad a entraîné l'Équipe du Québec féminine ainsi que de l'équipe nationale. Il effectue sa première course FIS le 30 novembre 1996 lors d'un slalom géant à Mont-Tremblant en prenant la 10e position. Il participe aussi cette même année 2007 à sa première épreuve de Coupe NorAm (antichambre de la Coupe du monde).
En 1999, il participe à ses premiers Championnats du monde juniors en France à Pra Loup et Le Sauze. Il y termine 48e de la descente, 20e du super G, 19e du slalom géant et doit abandonner en slalom. En 2000, les Championnats du monde juniors ont lieu au Canada, il y termine 33e de la descente, 16e du super G et abandonne en géant. En 2001, il prend part à sa première épreuve de Coupe du monde lors d'un slalom géant à Val d'Isère où il ne parvient pas à se qualifier pour la seconde manche le 10 décembre 2000. Il participe également à ses troisièmes Championnats du monde juniors avec la même réussite que les deux précédentes éditions, c'est-à-dire sans médaille malgré une bonne performance en slalom géant avec une 9e place, une (14e en super G, et une 22e en descente ainsi qu'un abandon en slalom). En 2003, il continue son apprentissage en Coupe NorAm, et en Coupe d'Europe pour finalement joindre les rangs de l'Équipe du Canada et la Coupe du monde l'année suivante. Il marque ses premiers points de Coupe du Monde en descente à Val d'Isère grâce à une 28e place. Il est sélectionné pour disputer son premier Championnat du monde à Saint-Moritz. Contre toute-attente, il termine 6e du super G avec le dossard 32 et prendra la 17e place au combiné et enfin la 6e en descente. Il confirmera, à la suite de ces mondiaux, son premier top-10 en Coupe du monde avec une 10e place à Garmisch-Partenkirchen. Lors de la saison 2003, il surprend les observateurs en montant sur son premier podium en Coupe du monde avec une 2e place lors de la descente de Lake Louise le 29 novembre 2003 derrière Michael Walchhofer, performance confirmée le lendemain au super G avec une 6e place. Mais en fin d'année 2003, il se blesse gravement au genou gauche (déchirure ligamentaire) qui met un terme à cette saison et l'éloigne des pistes 9 mois.
Il fait son retour lors de la saison 2005. Régulièrement dans les points, c'est après les mondiaux 2005 de Bormio (19e du super G, 22e de la descente et abandon au combiné) qu'il atteint son premier top-10 de l'année avec une 9e place sur la descente de Garmisch. Il termine l'année sur de bien meilleures performances avec trois top-10 (6e en super G à Kvitfjell et Lenzerheide, 9e de la descente de Lenzerheide). Lors de la saison 2006, il monte de nouveau sur un podium lors du super G de Beaver Creek avec une 2e place derrière Hannes Reichelt, performance qu'il réédite au super G de Val Gardena (2e derrière Hans Grugger) et à la descente de Val Gardena (3e derrière Marco Büchel et Walchhofer). Avant ses premiers Jeux olympiques d'hiver qui se déroulent à Turin, il prend la 5e place de la descente de Kitzbühel. Aux JO, il ne participe qu'au super G en compagnie de François Bourque, Manuel Osborne-Paradis et John Kucera. Il croit prendre la 3e place de ce super G avant qu'Hermann Maier (2e) l'éjecte du podium pour la plus mauvaise place : la 4e. Il termine la saison à la 18e place du général et deuxième Canadien derrière Thomas Grandi (11e).
En 2007, il réalise sa meilleure saison en Coupe du monde. Il affirme qu'il est l'un des meilleurs descendeurs du monde. Il y remporte notamment sa première victoire à Garmisch le 24 février 2007 devant Andrej Jerman et Didier Cuche, cumule trois podiums en descente avec une 2e place à Val d'Isère (derrière Pierre-Emmanuel Dalcin), une 3e place dans l'autre descente de Garmisch (derrière Jerman et Grugger) et une 2e place à Kvitfjell derrière Cuche. Il réalise également un podium en super G à Lenzerheide avec une 3e place derrière Aksel Lund Svindal et Benjamin Raich. Il termine 3e du classement de la descente (derrière Cuche et Büchel) et 10e du super G pour une 12e place au général. Entre-temps, il prend part aux mondiaux 2007 de Aare. Après une 6e place en super G, il croit monter enfin sur un podium aux mondiaux en descente en prenant la 3e place avant que Svindal se place devant lui et les autres, Guay termine donc une nouvelle fois 4e.
En 2008, il ne monte sur aucun podium mais collectionne les places d'honneur dans le top-10 avec une 4e à la descente de Val Gardena et au super G de Whistler, une 5e place au super G de Lake Louise et Val Gardena ou une 6e place du super G de Bormio. Régulier tout au long de l'année, il termine à une 6e place du classement du super G. En 2009, il monte sur le podium de la descente de Beaver Creek derrière Svindal et Büchel, puis prend des places d'honneur au super G (6e) et descente (5e) de Val Gardena ainsi qu'une 6e place à la descente de Bormio. Ces bons résultats font de lui l'un des prétendants aux médailles pour les Championnats du monde 2009 de Val d'Isère. Cependant, lors du super G, il ne prend qu'une 19e place.
Deux ans après son compatriote John Kucera, Erik Guay a été sacré champion du monde de descente à Garmisch-Partenkirchen, le 12 février 2011. Le skieur de Mont-Tremblant s'est imposé devant le Suisse Didier Cuche et l'Italien Christof Innerhofer. Guay a dévalé les 3,3 km de la piste Kandahar en 1 min 58 s 41, devançant Cuche, le leader du classement de la Coupe du monde de la spécialité, par 32 centièmes de secondes. Innerhofer, qui avait remporté le super-G mercredi, s'est classé troisième, à 0,76 seconde de Guay.
Le 31 janvier 2018, Erik Guay annonça qu'à cause des problèmes de dos qui le font souffrir depuis plusieurs semaines, il ne pourra pas participer aux Jeux olympiques prévus en février à Pyeongchang (Corée du Sud). Une blessure dont les premiers symptômes seraient apparus en septembre à la suite d'une chute dans un camp d'entraînement au Chili. Erik Guay explique que cette décision fut très difficile à prendre mais qu'il ne pense pas atteindre un niveau compétitif et être à la hauteur pour représenter le Canada aux jeux olympiques. Le dernier départ d'Erik Guay date du 16 décembre à la descente de Val Gardena. Un atterrissage avait provoqué une douleur puissante au dos. Par la suite, un examen d'imagerie par résonance magnétique dans un hôpital avait révélé quelques heures plus tard une rupture de l'anneau fibreux de la quatrième vertèbre lombaire. Sans la présence d'Erik Guay, seuls treize athlètes canadiens vont participer aux compétitions de descente, super-G, combiné alpin, slalom géant, slalom ou encore à l'épreuve par équipe à Pyeongchang.
Il annonce mettre un terme à sa carrière en novembre 2018, après avoir renoncé à participer au deuxième entraînement de la descente de Lake Louise. Il annonce ne plus se sentir au niveau souhaité et ne plus vouloir prendre de risques.

## Palmarès

### Jeux olympiques d'hiver
| Édition / Épreuve | Descente | Super G     | Slalom géant |
| ----------------- | -------- | ----------- | ------------ |
| JO 2006 Turin     | -        | 4e          | -            |
| JO 2010 Vancouver | 5e       | 5e          | 16e          |
| JO 2014 Sotchi    | 10e      | Disqualifié | -            |

### Championnats du monde
| Édition / Épreuve          | Descente | Super G | Combiné     |
| -------------------------- | -------- | ------- | ----------- |
| Mondiaux 2003 Saint-Moritz | 6e       | 6e      | 17e         |
| Mondiaux 2005 Bormio       | 22e      | 19e     | Non partant |
| Mondiaux 2007 Åre          | 4e       | 6e      | -           |
| Mondiaux 2009 Val d'Isère  | Abandon  | 19e     | -           |
| Mondiaux 2011 Garmisch     | Or       | Abandon | -           |
| Mondiaux 2013 Schladming   | Abandon  | 23e     | -           |
| Mondiaux 2017 Saint-Moritz | Argent   | Or      | -           |

| Édition / Épreuve                   | Descente | Super G | Slalom géant | Slalom |
| ----------------------------------- | -------- | ------- | ------------ | ------ |
| Mondiaux juniors 1999 Barcelonnette | 48e      | 20e     | 19e          | DNF    |
| Mondiaux juniors 2000 Québec        | 33e      | 16e     | DNF          | -      |
| Mondiaux juniors 2001 Verbier       | 22e      | 14e     | 9e           | DNF    |

### Coupe du monde
- Meilleur classement général : 12e en 2007.
- 1 petit globe de cristal :
  - Vainqueur du classement du super G en 2010.
- 25 podiums, dont 5 victoires.

| Saison/Classement | Général | Général | Descente | Descente | Slalom géant | Slalom géant | Super G | Super G | Combiné | Combiné |
| Saison/Classement | Class.  | Points  | Class.   | Points   | Class.       | Points       | Class.  | Points  | Class.  | Points  |
| ----------------- | ------- | ------- | -------- | -------- | ------------ | ------------ | ------- | ------- | ------- | ------- |
| 2002-2003         | 79e     | 60      | 37e      | 30       | -            | -            | 32e     | 30      | -       | -       |
| 2003-2004         | 55e     | 135     | 28e      | 81       | -            | -            | 24e     | 54      | -       | -       |
| 2004-2005         | 25e     | 330     | 14e      | 187      | -            | -            | 15e     | 131     | 19e     | 12      |
| 2005-2006         | 18e     | 435     | 11e      | 221      | 47e          | 10           | 6e      | 204     | -       | -       |
| 2006-2007         | 12e     | 529     | 3e       | 393      | -            | -            | 10e     | 136     | -       | -       |
| 2007-2008         | 18e     | 467     | 12e      | 201      | 41e          | 26           | 6e      | 240     | -       | -       |
| 2008-2009         | 22e     | 408     | 6e       | 287      | -            | -            | 12e     | 121     | -       | -       |
| 2009-2010         | 13e     | 487     | 13e      | 156      | -            | -            | 1er     | 331     | -       | -       |
| 2010-2011         | 26e     | 303     | 14e      | 178      | -            | -            | 13e     | 125     | -       | -       |
| 2011-2012         | 19e     | 537     | 7e       | 363      | -            | -            | 12e     | 174     | -       | -       |
| 2012-2013         | 17e     | 378     | 6e       | 267      | -            | -            | 11e     | 111     | -       | -       |
| 2013-2014         | 13e     | 440     | 2e       | 369      | -            | -            | 21e     | 83      | -       | -       |
| 2015-2016         | 26e     | 364     | 12e      | 247      | -            | -            | 20e     | 117     | -       | -       |
| 2016-2017         | 16e     | 430     | 5e       | 255      | -            | -            | 9e      | 175     | -       | -       |
| 2017-2018         | 116e    | 22      | -        | -        | -            | -            | 36e     | 22      | -       | -       |

| Saison / Épreuve | Descente               | Super-G                          | Total |
| ---------------- | ---------------------- | -------------------------------- | ----- |
| 2006-2007        | Garmisch-Partenkirchen | -                                | 1     |
| 2009-2010        | -                      | Kvitfjell Garmisch-Partenkirchen | 2     |
| 2013-2014        | Val Gardena Kvitfjell  | -                                | 2     |
| Total            | 3                      | 2                                | 5     |

### Coupe nord-américaine
- 2e du classement général en 2002.
- Vainqueur du classement de descente en 2002.
- 1 victoire.

### Championnats du Canada
- Champion de super G en 2002, 2003 et 2010.
- Champion de descente en 2002 et 2007.
- Champion de slalom géant en 2007 et 2008.

## Honneurs
- 2006 : Médaille de l'Assemblée nationale[6]